# Ragazzo con la freccia
Il Ragazzo con la freccia è un dipinto a olio su tavola di pioppo (58x46 cm) di Giorgione, databile al 1500 circa e conservato nel Kunsthistorisches Museum di Vienna.

## Storia e descrizione
L'opera, come molte delle prove artistiche attribuite a Giorgione, è di datazione molto incerta tra gli studiosi e  spazia tra il primo periodo giovanile, intorno al 1500, fino agli anni precedenti alla morte, 1507-1508 circa.
Essa si trovava nel Castello di Ambras presso Innsbruck almeno dal 1663. Fu trasferita a Vienna nel 1773.
Su uno sfondo scuro appare un giovane ragazzo rischiarato dalla luce, con una veste rossa allacciata sulla spalla, una fine camicia bianca e una freccia in mano, che potrebbe qualificarlo come un ritratto in veste di san Sebastiano. Si tratta dello stesso giovane ritratto in altre opere del maestro, come il Garzone con flauto o il David con la testa di Golia.
Evidentissimi sono i richiami allo sfumato leonardesco, soprattutto nel volto che affiora dall'ombra con passaggi tonali delicatissimi, nonché nell'espressione malinconica, che ricorda lo studio dei "moti dell'animo".